# پرده جنب
پردهٔ جَنب پرده‌ای دو لایه است که هر ریه را به‌طور جداگانه از بیرون می‌پوشاند. پردهٔ جنب یک لایهٔ جداری و یک لایهٔ احشایی دارد. جنب احشایی بر روی ریه قرار دارد و جنب جداری سطح داخلی قفسهٔ سینه را پوشانده‌است، این دو پرده در تمام انتهاها با هم یکی می‌شوند (مانند یک کیسهٔ خالی که روی هم افتاده‌است). فضای بین پردهٔ جنب جداری و احشایی حفره جنبی (pleural cavity) نامیده می‌شود. بین این دو لایه و در کاواک جنب مقداری مایع به نام مایع جنب (pleura fluid) وجود دارد که باعث لغزندگی و نرم شدن حرکات تنفسی می‌شود.
ریه‌ها ساختمان ارتجاعی دارند و تمایل دارند تا مثل بادکنکی بدون هوا روی خود بخوابند ولی فشار منفی (خلاء) که بین دو پردهٔ جنب وجود دارد باعث باز نگه داشتن ریه‌ها می‌شود.

## لایه‌ها
لایه‌های پرده جنب عبارتند از:
- پلور جداری: این لایه سطح داخلی توراکی (قفسه سینه) را مفروش می‌کنند.
- پلور احشایی: این لایه سطح خارجی ریه را می‌پوشاند و تا عمق ناف ریه فرومی‌رود.[۱]

لایهٔ جداری پردهٔ جنب خود نسبت به ناحیه‌ای که در آن قرار گرفته‌است به چهار بخش پردهٔ جنب جداری دنده‌ای (costal parietal pleura) پردهٔ جنب جداری دیافراگمی (diaphragmatic parietal pleura) پردهٔ جنب جداری میان سینه‌ای (mediastinal parietal pleura) و پردهٔ جنب جداری گردنی (cervical parietal pleura) تقسیم می‌شود.

## بیماری‌ها
آمپیم عبارت است از تجمع چرک در یکی از حفرات طبیعی بدن مانند پردهٔ جنب. ورود هوا به حفرهٔ جنب می‌تواند موجب پنوموتوراکس شود. پلورزی التهاب و تحریک پردهٔ جنب است.

## نگارخانه

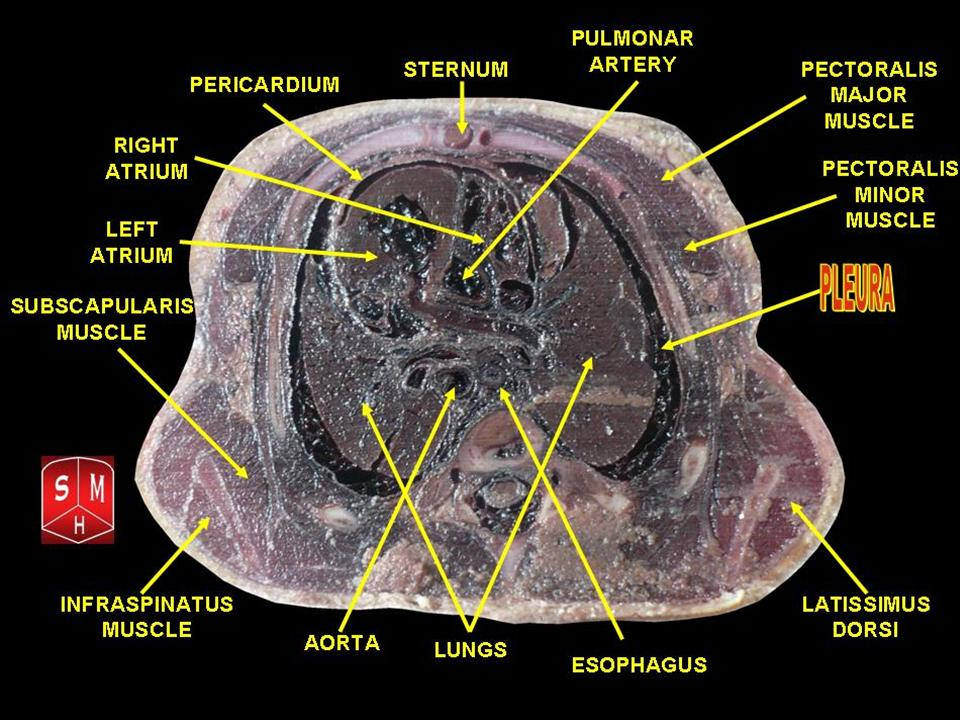
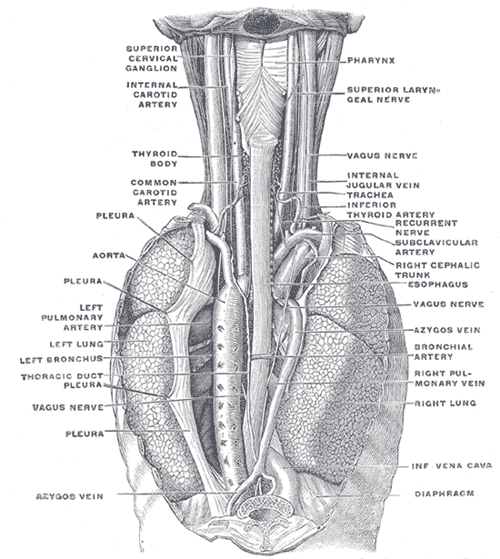